# ドン・ジョーンズ
ドン・ジョーンズ(Don Jones, 1924年 - 2007年)は、元アメリカ海兵隊隊員であるアメリカ合衆国の作家。
第二次世界大戦中のサイパンの戦いにおける実在の陸軍大尉・大場栄とその部隊の活躍を描いた小説『Oba, the Last Samurai: Saipan 1944-45』（邦題『タッポーチョ「敵ながら天晴」大場隊の勇戦512日』）を執筆したことで知られる。同作品は2011年に『太平洋の奇跡 -フォックスと呼ばれた男-』として映画化された。
日本語の読み書きはできないが日常会話に不自由しない程度に日本語が堪能である。

## 略歴
- 1924年にアメリカ合衆国中西部で誕生。
- 第二次世界大戦中は米海兵隊・第2海兵師団第2海兵連隊第2大隊の伍長（中隊長付情報係）としてサイパン戦に従軍。
- 戦後はGHQ民間要員として日本に3年間勤務。
- 米国帰国後は新聞記者やNBC放送広報マンとして活躍。その後、国務省報道担当官として、日本、ブラジル、パキスタンに駐在。
- 1982年12月、中村定の翻訳[注 1]で『タッポーチョ「敵ながら天晴」大場隊の勇戦512日』を祥伝社から出版[2]。
- 1986年6月、米国にて『Oba, the Last Samurai: Saipan 1944-45』出版[3]。
- 2010年、日米のスタッフ・キャストによる映画化が発表。
- 2011年2月4日、映画公開に先立ち『タッポーチョ 太平洋の奇跡「敵ながら天晴」玉砕の島サイパンで本当にあった感動の物語』のタイトルで文庫化[4]。
- 2011年2月11日、映画『太平洋の奇跡 -フォックスと呼ばれた男-』公開。

## 『タッポーチョ』にまつわるエピソード
中村定「文庫本のための訳者あとがき」より。
- 大場栄本人による改訂は日本文から確定していった。まずジョーンズが書いた英文を中村が日本語に訳し、それを大場が確認。大場の異議に対して中村が代案を提示し、承認を得たものを中村が英訳してジョーンズに送った。
- ジョーンズは映画化を第2の目標としており、物語を面白くする方向に走りがちだったが、一方の大場は事実に正確に記すことを望み、細かく異議を申し立てた。両者の調整を行なったのは訳者の中村だった。
- ジョーンズには大場に対する強烈なイメージがあり、それを明確にするため一部フィクショナイズすることを譲らなかった。たとえば、大場自身は当時「玉砕することのみ考えていた」と言うのに対し、ジョーンズはそれを「生きのこって最後まで戦う」と変更した。
- 日本での出版に合わせて来日したジョーンズの各方面への精力的な働きかけにより、大場隊の生き残り全員（18名）をサイパンに連れて行き、慰霊祭を行なった。
- 日本語版出版時に映画化の話が出たが、ジョーンズがハリウッドでの映画化を希望してハリウッドに売り込んだものの、大場隊の中の動きが中心になっている内容が米国での映画化には適さない上に、英文での出版物がないことを指摘され、頓挫した。
- その後出版された英語版について訳者の中村は「日本語版よりドラマタイズした翻案であることは間違いない」としている。

大場栄「タッポーチョ刊行に寄せて」より。
- 自分自身は、当初ジョーンズ氏の「大場大尉を主人公にした小説を書きたい」という申し出に対して「今さらアメリカ人に表彰されたくは無いし、あのころの自分たちの気持ちを分からない。下手をすれば誰かを傷つけるかもしれない」として当初は断ったが、しかし、最終的にジョーンズの熱意に押され承諾した。
- 本作は自分のサイパンでの実体験を元にした小説である。そのため、ところどころジョーンズ氏がフィクションの筆を加えている箇所もある。起こったことの解釈が日本人と違うところもあり、実際の抗戦中の生活はもっと暗く陰惨で、こんなに勇ましく米軍を手玉にとったようなこともなかったが、主なことはほとんど事実に即している。